# Koshbii'-kiiyaahaang
Koshbii'-kiiyaahaang /blackberries-in it/, nazivani i Mill Creek Banda ili Blackberry Banda, jedna je od bandi Kato Indijanaca, porodica Athapaskan, iz sjeverozapadnwe Kalifornije s Mill Creeka ("Bennett Creek" Goddard). Jedino selo bilo im je Koshbii'. 

## Vanjske poveznice
- Cahto Band Names